# Eigentumsvorbehalt (Liechtenstein)
Das Sachenrecht des schweizerischen ZGB (Art 641 bis 977 ZGB) wurde 1923 weitgehend in das liechtensteinischen Sachenrecht (SR) übernommen. Mit der letzten Teilnovelle des SR zum 1. Oktober 2008 wurde der, aus dem schweizerischen ZGB ursprünglich übernommene, dingliche Eigentumsvorbehalt in Liechtenstein wegen Bedeutungslosigkeit aufgehoben (Art 173 - 186 SR). Der obligatorisch vereinbarte Eigentumsvorbehalt war und ist dem modernen Rechtsverkehr besser angepasst und entspricht in Liechtenstein den Bedürfnissen der Wirtschaft nach flexiblen, schnell einsetzbaren, einfachen Instrumenten und entspricht auch dem Postulat der Vertragsautonomie des marktwirtschaftlichen Wirtschaftsmodells.
Seither gilt ausschließlich der vereinbarte obligatorische Eigentumsvorbehalt nach dem liechtensteinischen ABGB (§ 1063 FL-ABGB), welcher gleichlautend mit dem österreichischen Recht ausgestaltet ist.
Der Eigentumsvorbehalt langer Hand  (verlängerter Eigentumsvorbehalt) will die aufschiebend bedingte Wirkung des Eigentumsüberganges auch auf weitere Erwerber oder Verarbeiter der Sache erstrecken, auch wenn diese nicht in einem direkten Vertragsverhältnis zum ursprünglichen Eigentümer und Veräußerer stehen. Dem verlängerten Eigentumsvorbehalt steht Art. 172 Abs. 2 SR entgegen, nachdem derjenige, der im Guten Glauben eine bewegliche Sache zu Eigentum übertragen erhält deren Eigentümer wird, sobald er nach den Besitzregeln im Besitz der Sache geschützt ist. Und zwar auch dann, wenn der Veräußerer zur Eigentumsübertragung gar nicht befugt war. Durch diese klare Bestimmung wird die Vereinbarung eines verlängerten Eigentumsvorbehaltes hinsichtlich beweglicher Sachen, die im Guten Glauben erworben werden, verunmöglicht.
Das Eigentumsvorbehaltsrecht ist ein exekutionsfähiges Vermögensrecht, da der Verkäufer bis zur vollständigen Bezahlung, sein dingliches Recht an der Sache nicht verliert und begründet im Konkursfall ein Aussonderungsrecht zugunsten des Eigentümers der Sache (vgl. Art 41 f KO). Wurde die Aussonderung durch den Verkauf nach Konkurseröffnung verunmöglicht, steht dem Eigentümer eine äquivalente, geldwerte Gegenleistung zu (vgl. Art. 41 Abs. 3 KO).
Die liechtensteinischen Gerichte beachten dabei bei Bedarf die österreichische Rechtsprechung zum obligatorischen Eigentumsvorbehalt.